# Krajowa Liga Zapaśnicza
Krajowa Liga Zapaśnicza (KLZ) – najwyższa w hierarchii klasa ligowych rozgrywek zapasów w Polsce. Umowa w sprawie powołania zawodowej ligi zapaśniczej została podpisana 12 marca 2015 roku w Warszawie. Liga rozpoczęła działalność 2 listopada 2016 roku jako siódma w polskim sporcie spółka, która uzyskała stosowną licencję z ministerstwa na organizację ligi zawodowej. 
W pierwszym sezonie rozgrywek ligowych bierze udział sześć klubów sportowych (sekcji zapasów): AKS Białogard, AKS Wrestling Team Piotrków Trybunalski, AZ Supra Brokers Wrocław, AZS-AWF Warszawa, Unia Racibórz i WKS Grunwald Poznań. Innowacyjność ligi polega na tym, że każda drużyna składa się z przedstawicieli trzech stylów: klasycznego, wolnego i zapasów kobiet (w jednej drużynie występuje po trzech zawodników specjalizujących się w stylu wolnym i klasycznym oraz trzy zawodniczki w kategoriach olimpijskich). 
W pierwszym ligowym meczu zapaśniczym, który rozpoczął się 2 listopada 2016 roku o godz. 17:55, zapaśnicy AZS AWF Warszawa podjęli reprezentantów AKS Białogard.

## Medaliści
| Sezon:    | Złoto:                                  | Srebro:           | Brąz:           |
| 2016/2017 | AKS Wrestling Team Piotrków Trybunalski | MKZ Unia Racibórz | Grunwald Poznań |